# Iron Lantern
Iron Lantern is een superheld uit de strips van Amalgam Comics, die zijn debuut maakte in Iron Lantern #1 (Juni 1997). Hij is een combinatie van Marvel Comics' Iron Man en DC Comics' Green Lantern (om precies te zijn, de Hal Jordan versie).

## Biografie
Hal Stark was een miljonair en oprichter van Stark Aircraft. Hij werkte aan een nieuwe vliegsimulator toen het ding plotseling wegvloog met hem er nog in. De simulator werd aangetrokken door een buitenaards ruimteschip dat op Aarde was neergestort. De simulator zelf stortte vlak naast het schip neer. Bij de crash raakte Stark zwaargewond door een metalen scherf die zich in zijn borstkas boorde. Omdat hij toch nieuwsgierig was, sleepte Stark zichzelf naar het schip. Aan boord vond hij de stervende alien Rhomann Sur.
De alien stierf voor hij iets kon zeggen, en Stark besefte dat ook hij stervende was. Met zijn laatste krachten bouwde Stark een harnas van de technologie die hij aan boord van het schip vond. Als krachtbron gebruikte hij soort superbatterij die hem deed denken aan een oude lantaarn.
Het harnas hield hem niet alleen in leven, maar gaf hem ook bovenmenselijke vaardigheden. Hij kon nu vliegen, en een vreemde groene energie opwekken die elke vorm kon aannemen. Hij nam de naam Iron Lantern aan, en bevocht de aliens die Rhomann Surs schip hadden neergeschoten.
Als Iron Lantern werd Stark een superheld. Hij vocht tegen vijanden als Madame Sapphire, Great White, en zijn aartsvijand; Mandarinestro.

## Krachten en vaardigheden
Iron Lantern draagt een harnas dat dankzij de krachtbron een aantal effecten met zich meebrengt:
- Constructie van een groene energie die elke vorm kan aannemen.
- Plasmabollen
- Ingebouwde computers
- Vliegen met snelheden boven lichtsnelheid.
- Tijdreizen
- Bijna onbeperkte telepathische krachten
- Vertaling van vrijwel alle talen
- Bovenmenselijke kracht en weerstand
- Generatie van krachtvelden.
- Creatie en manipulatie van magnetische velden.
- Sonische schoten
- Hologramprojector

Het harnas kan andere energiebronnen, zoals hitte en kinetische energie, omzetten in elektriciteit. Het harnas kan geheel worden afgesloten voor operaties in vacuüm ruimtes of onderwater missies.
Hal bestuurt zijn harnas met zijn hersens via een cybernetische helm.
Hal zelf is een genie, en expert op het gebied van technologie. Hij wordt alom gerespecteerd in de zakenwereld. Hij eist grote loyaliteit van diegene die voor hem werken, maar is zelf ook loyaal aan hen.